# Splendrillia hayesi
Splendrillia hayesi is een slakkensoort uit de familie van de Drilliidae. De wetenschappelijke naam van de soort is voor het eerst geldig gepubliceerd in 1998 door Kilburn.